# Turhan Bey
Turhan Bey (30 de março de 1922 —  30 de setembro de 2012) foi um ator austríaco. Ele é mais conhecido por seus papéis nos filmes Noites da Arábia (1942), Ali Baba e os quarenta ladrões (1944), A Rainha do Nilo (1945) e Uma Noite no Paraíso (1946).

## Vida e carreira
Bey nasceu Turhan Gilbert Selahattin Sahultavy em Viena, Áustria, em 30 de março de 1922, filho de um diplomata turco e de uma mãe judia checoslovaca . 
Após a anexação da Áustria à Alemanha nazista e o divórcio de seus pais, ele e sua mãe emigraram para os Estados Unidos em outubro de 1938, estabelecendo-se inicialmente em New Hampshire. Em 1939, eles se mudaram para Los Angeles. 

### Atuação
Bey era um estudante de atuação na Escola de Arte Dramática de Ben Bard e atuava no Pasadena Playhouse . 
Quando ele se matriculou em aulas para melhorar seu inglês, ele foi convidado a desempenhar um papel na peça de um professor.
Bey diz que foi Bard quem ajudou a criar seu nome artístico. Ele disse: "Ele sabia que 'Bey' era um termo de respeito na Turquia, então disse 'Por que não fazemos Turhan Bey?'" 
Em dezembro de 1939, ele apareceu no palco no Bard's Talent Scout Revue. "Jogos vívidos e várias boas caracterizações distinguiram a noite", noticiou o Los Angeles Times . 
Um caçador de talentos da Warner Brothers estava na platéia, ficou impressionado e assinou um contrato com ele, sob o nome de Turhan Bey. 

### Warner Bros
Bey apareceu em vários filmes em pequenos papéis, geralmente interpretando alguém sinistro: Shadows on the Stairs (1941) e Footsteps in the Dark (1941) com Errol Flynn . A Warners então o abandonou.

### Universal
Bey mudou-se para a Universal, onde teve pequenos papéis em Raiders of the Desert (1941) (que teve uma aparição inicial de Maria Montez ), e Burma Convoy (1941). 
Ele foi para a RKO para aparecer em The Gay Falcon (1941), o primeiro da série The Falcon de filmes B. Ele retornou à Universal para um pequeno papel em Bombay Clipper (1942), estrelado por Montez e dirigido por John Rawlins .
Bey teve um papel um pouco maior em Inimigo Invisível (1942), dirigido por Rawlins, interpretando um espião japonês. Ele estava na série Junior G-Men of the Air (1942). Bey esteve em Drums of the Congo (1942), depois voltou para a RKO para The Falcon Takes Over (1942), uma adaptação de Farewell My Lovely .
Bey interpretou um ilhéu do Mar do Sul em Perigo no Pacífico (1942) e um oficial japonês em Destino Desconhecido (1942). Ele teve um papel como um seguidor egípcio de Kharis em The Mummy's Tomb (1942) com Lon Chaney Jr.  que mais tarde ele disse ser seu filme favorito. 
O primeiro filme "A" em cores de Bey foi Arabian Nights (1942) com Maria Montez , Jon Hall e Sabu dirigido por Rawlins; Bey teve um papel de apoio como capitão. O filme foi um enorme sucesso e levou a uma série de histórias de aventuras exóticas estreladas por Montez. Bey também foi notado, com um revisor chamando-o de "uma cobra bonita na grama". 
Bey estava em The Adventures of Smilin' Jack (1942), então teve sua melhor chance de namorar com White Savage (1943). Esta foi uma continuação de Arabian Nights , reunindo Montez, Hall e Sabu; Bey foi escalado para o papel do irmão esbanjador de Montez. Arthur Lubin dirigiu e o filme foi um sucesso.
A Warner Bros emprestou Bey para desempenhar um pequeno papel em Background to Danger (1943), um filme de George Raft ambientado na Turquia.

### Estrelado
Bey estava recebendo muitas cartas de fãs, e a Universal começou a transformá-lo em uma estrela. Hedda Hopper o chamou de "Valentim Turco". 
Ele foi o mais cotado no filme de terror The Mad Ghoul (1943), com Evelyn Ankers . 
Quando Sabu se alistou no exército, Bey ocupou seu lugar em Ali Baba e os Quarenta Ladrões (1944), um espetáculo em Technicolor com Montez e Hall dirigido por Lubin. Bey foi o mais vendido, e o filme foi muito popular. Bey teve uma participação especial no All Star da Universal, Follow the Boys (1944).
Bey deveria se reunir com Montez e Hall em Gypsy Wildcat (1944), quando a MGM o emprestou para interpretar um chinês em Dragon Seed (1944), estrelado por Katharine Hepburn e Walter Huston . Sua parte em Wildcat foi para Peter Coe. 
Dragon Seed ganhou mais de US $ 4 milhões, mas perdeu dinheiro devido ao seu alto custo.  Bey disse que a experiência de trabalhar na MGM foi "muito emocionante", embora ele "quase preferisse a forma como a Universal trabalhava, porque era mais rápida e consumia menos tempo". 
De volta à Universal, Bey foi o protagonista masculino romântico no grande orçamento The Climax (1944) com Boris Karloff e Susanna Foster , uma tentativa frustrada de duplicar o sucesso de O Fantasma da Ópera (1943).  Teve um papel fundamental no musical Bowery to Broadway (1944), um veículo para Jack Oakie .
Em 1944, uma pesquisa de expositores de "Stars of Tomorrow" listou Bey no número nove. 
Em maio de 1944, a Universal anunciou que o estrelaria em Return of the Sheik . 
A Universal colocou Bey e Foster no Western Frisco Sal (1945). Ele foi mais confortavelmente escalado no Sudão (1945), com Montez e Hall. 
A MGM queria Bey para um papel em Weekend at the Waldorf , mas a Universal e Walter Wagner o queriam para outro filme, então ele não poderia fazer isso ( George Zucco fez o papel). O filme de Wanger foi Night in Paradise (1946), com Bey interpretando Esopo ao lado de Merle Oberon para o diretor Arthur Lubin.  Bey admitiu muitas vezes chegar atrasado no set, algo que mais tarde se arrependeu.  O filme foi um fracasso de bilheteria e prejudicou a posição de Bey em Hollywood. 

### Serviço militar
Como súdito turco, Bey não era elegível para ser convocado pelo conselho de alistamento. Isso mudou quando a Turquia declarou guerra à Alemanha em fevereiro de 1945 e, em junho, Bey foi introduzido no exército em Fort MacArthur . 
Ele serviu na Base Aérea do Exército de Santa Ana por um tempo  e atuou em uma versão de Carmen em Fort Roberts. 
Bey esteve no exército por 18 meses, o que interrompeu o ímpeto de sua carreira. 
Quando ele saiu, a Universal lhe ofereceu um filme que Bey recusou, e ele foi suspenso. Vendeu seu contrato, que tinha três anos, para Eagle-Lion . 
Bey mais tarde lembrou seu tempo na Universal como "muito agradável, muito construtivo; o final, infelizmente, um grande fracasso, mas c'est la vie... Era um estúdio de cooperação onde o maior produtor nunca era grande demais para ouvi-lo ...Eu deveria ter sido um pouco mais sério sobre meu trabalho, mas eu era muito jovem."

### Produções Eagle-Lion
Bey fez quatro filmes com Eagle-Lion. A primeira foi a comédia Out of the Blue (1947) com George Brent e Virginia Mayo .  Bey seguiu com o swashbuckler Adventures of Casanova (1948), apoiando Arturo de Córdova . Bey fez o thriller The Amazing Mr. X (1948) com Lynn Bari .  Seu quarto filme para Eagle-Lion foi Parole, Inc (1948) com Michael O'Shea.
Em agosto de 1948, ele apareceu no palco em The Second Man em Princeton.

### Últimos filmes como estrela
Bey fez Song of India (1949) em Columbia com Sabu e Gail Russell . O filme não foi um sucesso. 
Ele comprou uma participação em um café em Palm Springs.  No mesmo ano, ele tentou obter financiamento para um filme sobre Sir Edward Coke , A Lion Under the Throne . 
Na Áustria, produziu, mas não estrelou, Stolen Identity (1953).
Ele voltou para Hollywood e foi escalado para Prisoners of the Casbah (1953), de Sam Katzman , anunciado depois de Gloria Grahame e Cesar Romero .  Ele anunciou que havia fundado sua própria produtora, a Metropolitan Pictures, e queria produzir, mas não estrelar, Dikov, um filme sobre um menino e seu pássaro.

### Retorno a Hollywood
Turhan retornou aos Estados Unidos no início dos anos 1990. Ele apareceu em episódios de SeaQuest 2032 , Murder, She Wrote , VR.5 e The Visitor . Ele também co-estrelou em dois episódios da série de TV Babylon 5 : primeiro como o imperador da República Centauri (que também tinha o nome de Turhan), e mais tarde como um Minbari Ranger chamado Turval.
Bey estava no thriller de Fred Olen Ray Possessed by the Night (1994), o drama Healer (1994), The Skateboard Kid 2 (1995) e Grid Runners (1995).

## Vida pessoal
Bey foi romanticamente ligada a Lana Turner uma vez. Em setembro de 1944, ele teve uma briga por causa de Turner com o ex-marido deste último, Stephen Crane. Seu relacionamento com Turner terminou quando ele foi para o exército. 

### Morte
Turhan morreu em 30 de setembro de 2012 da doença de Parkinson .  Ele foi cremado em Feuerhalle Simmering , onde suas cinzas são enterradas ao lado das de sua mãe.